# Grand-duché de Francfort
1810–1813
Entités précédentes :
- Principauté d'Aschaffenbourg

Entités suivantes :
- Ville libre de Francfort
- Électorat de Hesse
- Royaume de Bavière
- Royaume de Prusse

Le grand-duché de Francfort (en allemand : Großherzogtum Frankfurt) est un des États de la confédération du Rhin, créé en 1810, avait pour villes principales, outre Francfort-sur-le-Main, Aschaffenbourg, Fulda et Hanau. Ce grand-duché fut donné au prince de Dalberg, primat de l'Église catholique romaine d'Allemagne. Celui-ci désigna Eugène de Beauharnais pour son successeur.
En 1815, son territoire est réparti entre la ville libre de Francfort, l'électorat de Hesse, la Bavière et la Prusse.

## Territoire
En vertu de l'article 1er du traité de Paris, le grand-duché comprenait :
- Les possessions du prince-primat, à l'exception de la principauté de Ratisbonne, à savoir :
  - La principauté d'Aschaffenbourg ;
  - Le comté de Wetzlar ;
  - L'ancienne ville libre de Francfort ;
- Les principautés de Fulde et de Hanau, à l'exception des bailliages de Herbstein, Michelau, Bobenhausen, Dorheim, Hencklesheim, Müzenberg, Ortenberg et Rodheim, situés dans les grands-duchés de Hesse et de Wurzbourg.

## Source
Cet article comprend des extraits du Dictionnaire Bouillet. Il est possible de supprimer cette indication, si le texte reflète le savoir actuel sur ce thème, si les sources sont citées, s'il satisfait aux exigences linguistiques actuelles et s'il ne contient pas de propos qui vont à l'encontre des règles de neutralité de Wikipédia.